# Betzenmühle (Plößberg)
Betzenmühle ist ein Gemeindeteil von Plößberg und eine Gemarkung im Landkreis Tirschenreuth.
Der im bavarikon als Weiler kategorisierte Gemeindeteil von Plößberg ist heute Bestandteil des Gewerbegebietes Betzenmühle, dessen Namensgeber der Ort offensichtlich war.
Die Gemarkung Betzenmühle hat eine Fläche von 18,17 Hektar und liegt vollständig auf dem Gemeindegebiet von Plößberg südlich der Tirschenreuther Waldnaab in einem Flussbogen.

## Geschichte
Der Siedlungskern der Betzenmühle lag bei der heutigen Adresse Betzenmühle 1, der im Jahr 1861 ein Ort der Gemeinde Liebenstein war. Bei der Volkszählung 1961 gab es in der Einöde zwei Wohngebäude und zwölf Einwohner. Mit der Eingemeindung von Liebenstein kam Betzenmühle zum 1. Januar 1972 zur Gemeinde Plößberg.